# ألانا ناش
ألانا نـاش (بالإنجليزية: Alanna Nash)‏ هي كاتِبة وصحفية أمريكية، ولدت في 1950.

## وصلات خارجية
- ألانا نـاش على موقع IMDb (الإنجليزية)